# Dukuh Ringin
Dukuh Ringin is een bestuurslaag in het regentschap Tegal van de provincie Midden-Java, Indonesië. Dukuh Ringin telt 7179 inwoners (volkstelling 2010).